# Мок-эн-Мидделар
Мок-эн-Мидделар (нидерл. Mook en Middelaar, лимб. Mook en Middelar) — община в нидерландской провинции Лимбург. Расположена на р. Маас в северной части провинции на юго - востоке Нидерландов примерно в 100 км от столицы провинции г. Маастрихт На западе граничит с провинцией Северный Брабант. Площадь составляет 18,84 км², из которых — 1,42 км² водное пространство. Административный центр — Мок.

## История
Окрестности были заселены с древнеримских времён.
Во время Нидерландской революции в 1574 году у Мок-эн-Мидделар произошла битва войск Людвига Нассау-Дилленбургского с испанцами, в ходе которой нидерландский военачальник был убит.

## Галерея

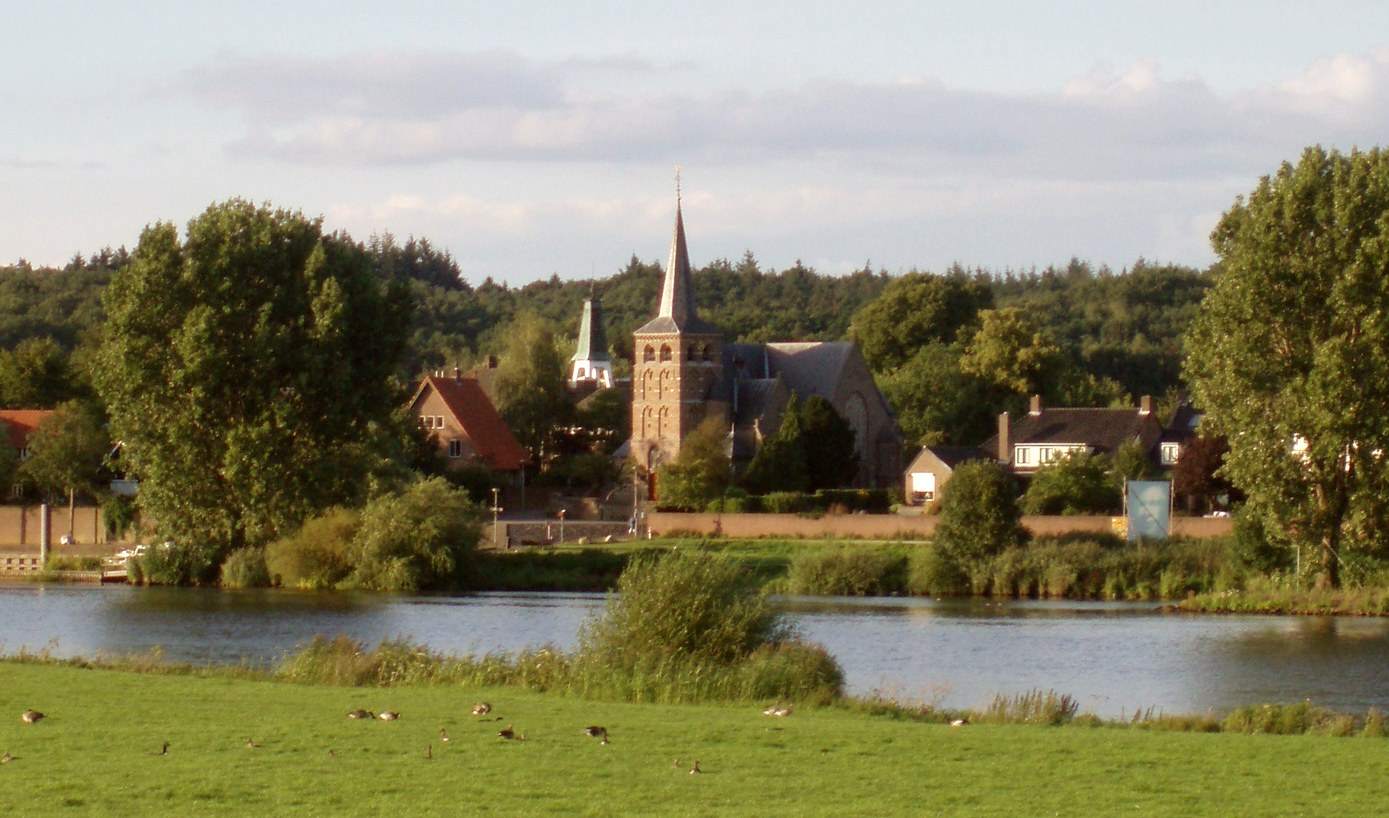
Вид над рекой Маас
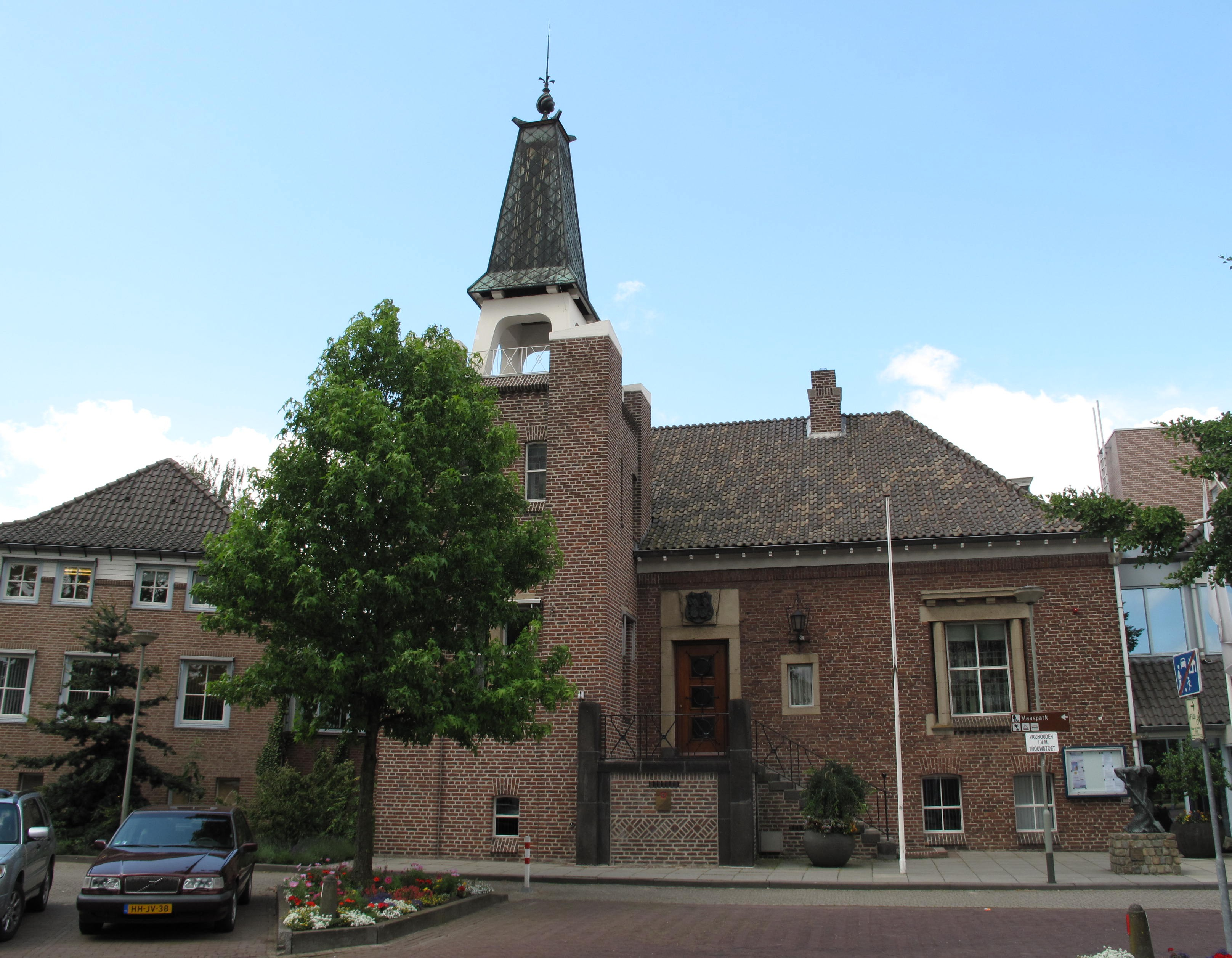
Бывшая ратуша
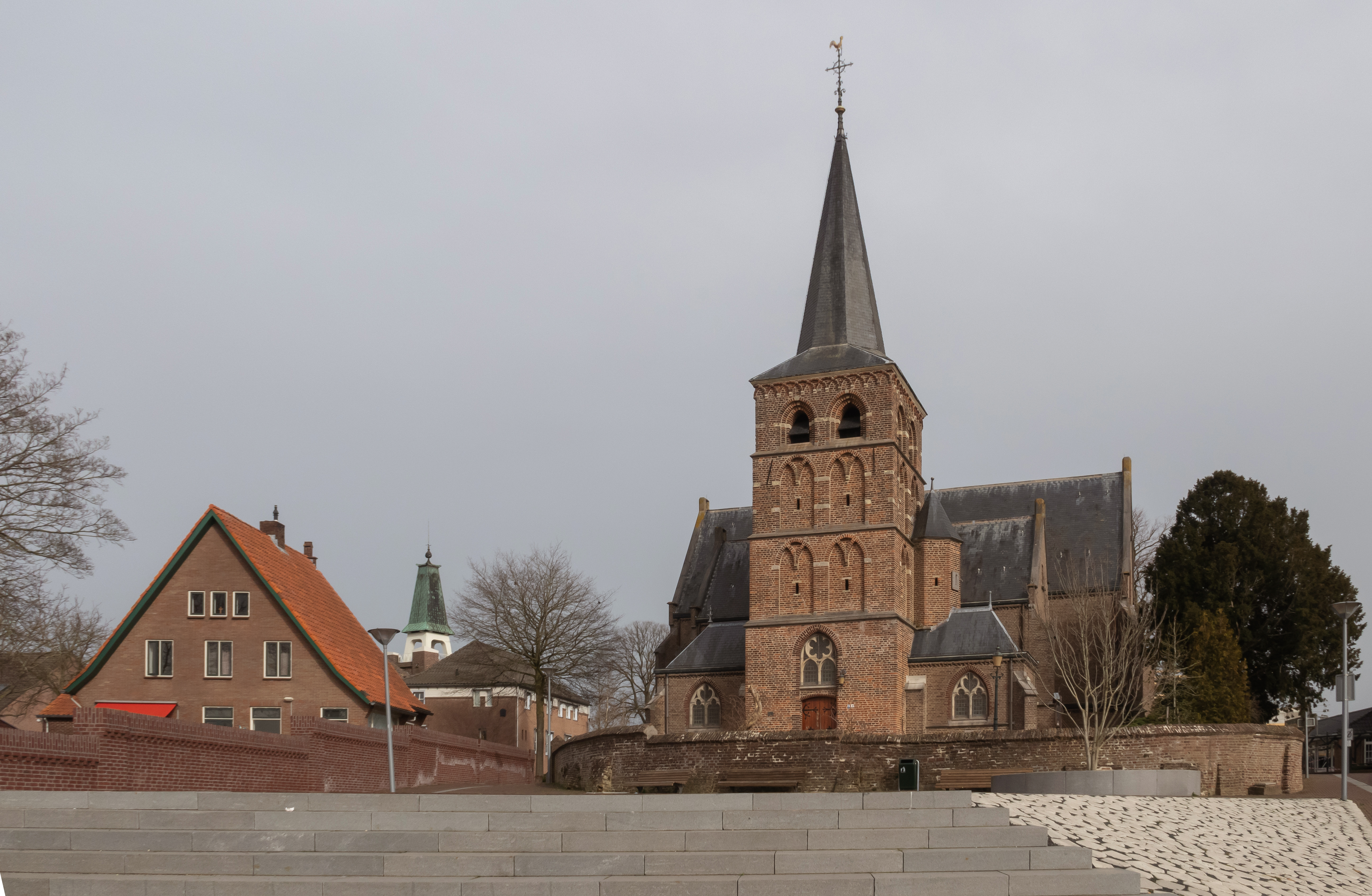
Церковь
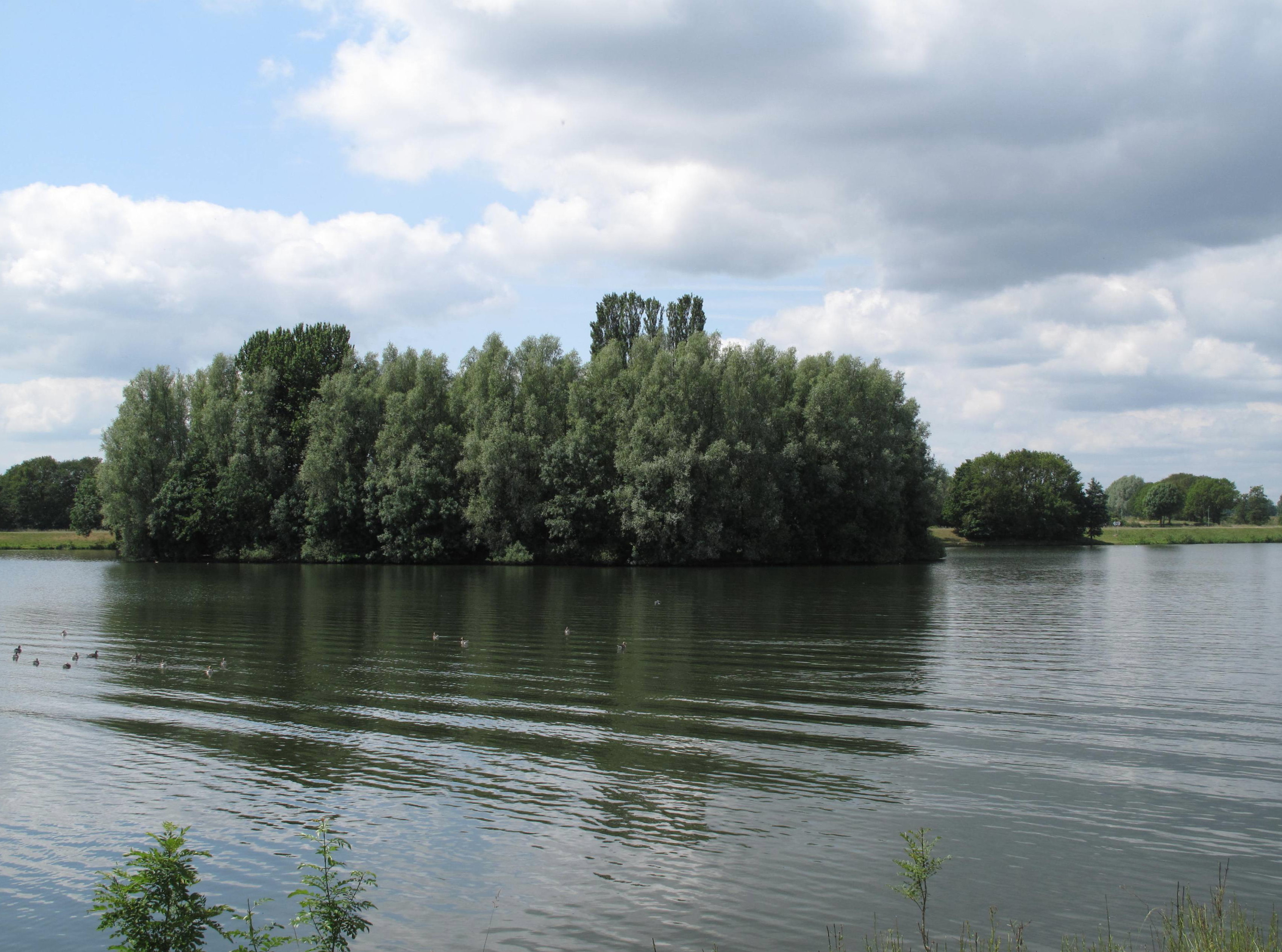
Река
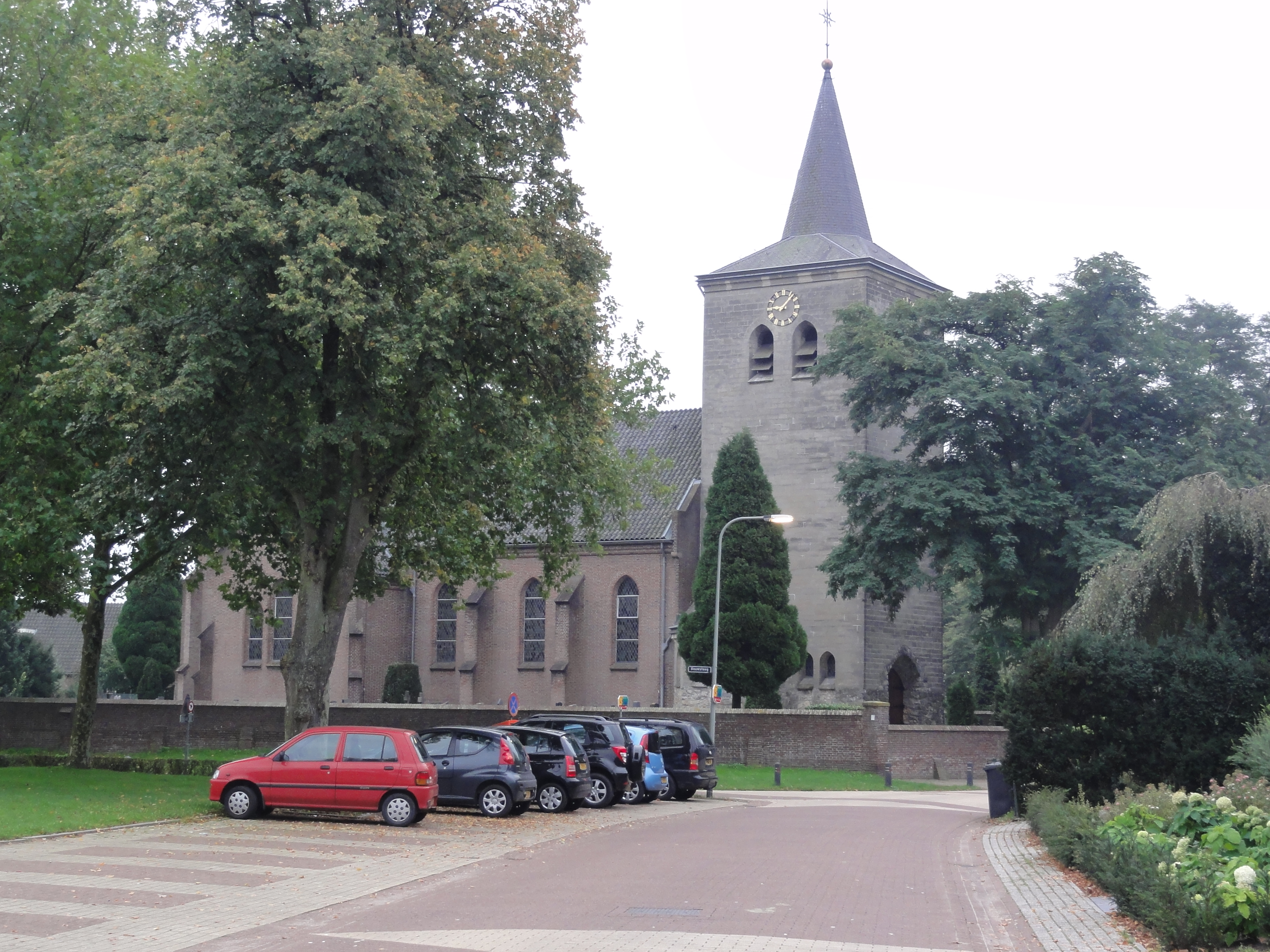
Церковь
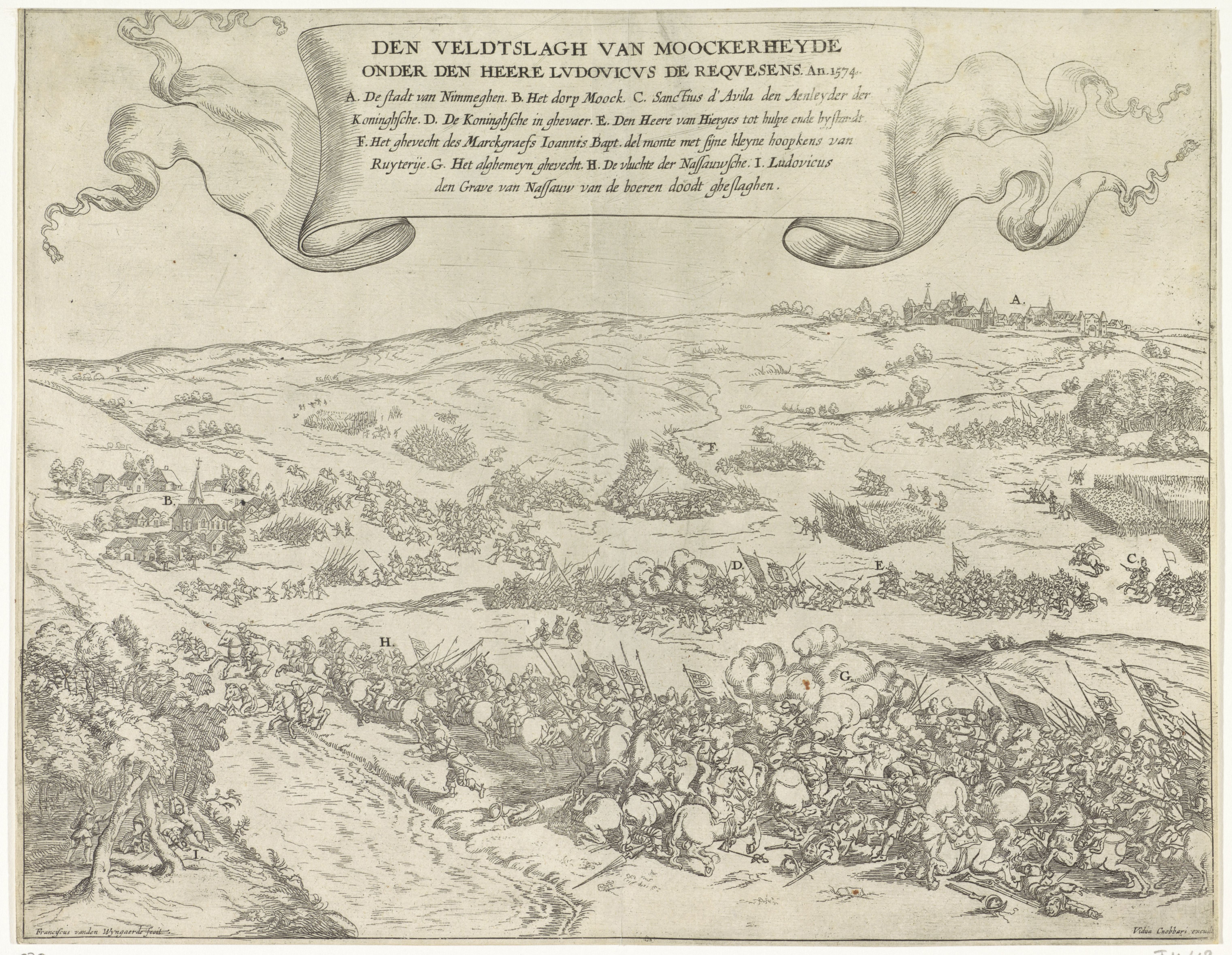
Битва при Моке в 1574 г.